# Narian-Mar
Narián-Mar (en ruso: Нарья́н-Мар, tr.: Narián-Mar; en nenezo: Няръянa мар, lit.: Ciudad Roja) es la capital del distrito autónomo de Nenetsia, el cual pertenece administrativamente al óblast de Arcángel. Narian-Mar es un puerto fluvial y marítimo, en la orilla derecha del río Pechora. Se encuentra a 110 km del mar de Barents, al norte del Círculo polar ártico, al sur de Ándeg y al este de Óksino. Su población en el año 2013 era de 22 912 habitantes. Fue fundada en el año 1931 y obtuvo el estatus de ciudad en el año 1935.
La ciudad dispone de un aeropuerto localizado a 3 km al este de la misma.

## Historia
El desarrollo industrial en la zona alrededor de Narián-Mar se inició en 1930, en el curso del Primer Plan Quinquenal de la Unión Soviética. El crecimiento de la región fue el resultado directo del desarrollo de la cuenca carbonífera de Pechora y la construcción de infraestructura industrial relacionada.
Narián-Mar fue durante muchos años un centro de la industria de la madera, actualmente desaparecida, y posee varios grandes aserraderos. En la actualidad, el mayor empleador de la ciudad es la empresa petrolera LUKoil.
La importancia de la ciudad deriva de ser el único puerto comercial desarrollado en un área de varios miles de kilómetros cuadrados. Como resultado, Narián-Mar tiene razonablemente bien desarrollados los servicios turísticos y de hostelería, con varias saunas y hoteles. La ciudad también alberga un museo local, un gran monumento de la Segunda Guerra Mundial, una iglesia ortodoxa, una oficina de correos y un distrito histórico que es anterior a la fundación de la ciudad moderna. La pesca deportiva también es posible en la zona.

## Clima
| Parámetros climáticos promedio de Narián-Mar (1991-2020) | Parámetros climáticos promedio de Narián-Mar (1991-2020) | Parámetros climáticos promedio de Narián-Mar (1991-2020) | Parámetros climáticos promedio de Narián-Mar (1991-2020) | Parámetros climáticos promedio de Narián-Mar (1991-2020) | Parámetros climáticos promedio de Narián-Mar (1991-2020) | Parámetros climáticos promedio de Narián-Mar (1991-2020) | Parámetros climáticos promedio de Narián-Mar (1991-2020) | Parámetros climáticos promedio de Narián-Mar (1991-2020) | Parámetros climáticos promedio de Narián-Mar (1991-2020) | Parámetros climáticos promedio de Narián-Mar (1991-2020) | Parámetros climáticos promedio de Narián-Mar (1991-2020) | Parámetros climáticos promedio de Narián-Mar (1991-2020) | Parámetros climáticos promedio de Narián-Mar (1991-2020) |
| Mes                                                      | Ene.                                                     | Feb.                                                     | Mar.                                                     | Abr.                                                     | May.                                                     | Jun.                                                     | Jul.                                                     | Ago.                                                     | Sep.                                                     | Oct.                                                     | Nov.                                                     | Dic.                                                     | Anual                                                    |
| -------------------------------------------------------- | -------------------------------------------------------- | -------------------------------------------------------- | -------------------------------------------------------- | -------------------------------------------------------- | -------------------------------------------------------- | -------------------------------------------------------- | -------------------------------------------------------- | -------------------------------------------------------- | -------------------------------------------------------- | -------------------------------------------------------- | -------------------------------------------------------- | -------------------------------------------------------- | -------------------------------------------------------- |
| Temp. máx. abs. (°C)                                     | 4.7                                                      | 2.8                                                      | 7.7                                                      | 16.4                                                     | 31.9                                                     | 33.4                                                     | 33.9                                                     | 33.1                                                     | 23.8                                                     | 17.2                                                     | 6.5                                                      | 6.8                                                      | 33.9                                                     |
| Temp. máx. media (°C)                                    | -12.9                                                    | -12.1                                                    | -6.5                                                     | -0.8                                                     | 5.8                                                      | 14.2                                                     | 18.9                                                     | 15.0                                                     | 9.8                                                      | 1.8                                                      | -5.7                                                     | -9.0                                                     | 1.5                                                      |
| Temp. media (°C)                                         | -16.8                                                    | -16.0                                                    | -10.7                                                    | -5.0                                                     | 1.6                                                      | 9.2                                                      | 13.8                                                     | 10.8                                                     | 6.5                                                      | -0.5                                                     | -8.7                                                     | -12.5                                                    | -2.4                                                     |
| Temp. mín. media (°C)                                    | -21.1                                                    | -20.4                                                    | -15.1                                                    | -9.1                                                     | -1.9                                                     | 5.3                                                      | 9.4                                                      | 7.6                                                      | 3.6                                                      | -2.9                                                     | -12.1                                                    | -16.4                                                    | -6.1                                                     |
| Temp. mín. abs. (°C)                                     | -47.4                                                    | -46.5                                                    | -45.4                                                    | -36.3                                                    | -23.7                                                    | -7.2                                                     | -0.3                                                     | -4.3                                                     | -7.8                                                     | -26.4                                                    | -40.2                                                    | -47.6                                                    | -47.6                                                    |
| Precipitación total (mm)                                 | 31                                                       | 23                                                       | 27                                                       | 31                                                       | 38                                                       | 52                                                       | 52                                                       | 71                                                       | 63                                                       | 53                                                       | 41                                                       | 36                                                       | 518                                                      |
| Nevadas (cm)                                             | 45                                                       | 55                                                       | 62                                                       | 58                                                       | 21                                                       | 0                                                        | 0                                                        | 0                                                        | 0                                                        | 4                                                        | 16                                                       | 30                                                       | 291                                                      |
| Días de lluvias (≥ 1 mm)                                 | 3                                                        | 2                                                        | 3                                                        | 7                                                        | 14                                                       | 21                                                       | 21                                                       | 24                                                       | 24                                                       | 17                                                       | 7                                                        | 4                                                        | 147                                                      |
| Días de nevadas (≥ 1 mm)                                 | 27                                                       | 26                                                       | 26                                                       | 22                                                       | 19                                                       | 6                                                        | 0.3                                                      | 0.3                                                      | 5                                                        | 20                                                       | 26                                                       | 28                                                       | 205.6                                                    |
| Horas de sol                                             | 6                                                        | 47                                                       | 128                                                      | 200                                                      | 187                                                      | 248                                                      | 264                                                      | 160                                                      | 98                                                       | 52                                                       | 13                                                       | 1                                                        | 1404                                                     |
| Humedad relativa (%)                                     | 82                                                       | 82                                                       | 81                                                       | 78                                                       | 76                                                       | 72                                                       | 75                                                       | 83                                                       | 86                                                       | 88                                                       | 87                                                       | 84                                                       | 81.2                                                     |
| Fuente n.º 1: Погода и климат                            |                                                          |                                                          |                                                          |                                                          |                                                          |                                                          |                                                          |                                                          |                                                          |                                                          |                                                          |                                                          |                                                          |
| Fuente n.º 2: NOAA (Horas de sol, 1961-1990)             |                                                          |                                                          |                                                          |                                                          |                                                          |                                                          |                                                          |                                                          |                                                          |                                                          |                                                          |                                                          |                                                          |

## Evolución demográfica
| 13,000                     | 13,200 | 23,400 | 20,200 | 19,200 | 22,912 |
| (Fuente: [cita requerida]) |        |        |        |        |        |

## Galería

Narián-Mar (arriba) en un mapa del río Pechora
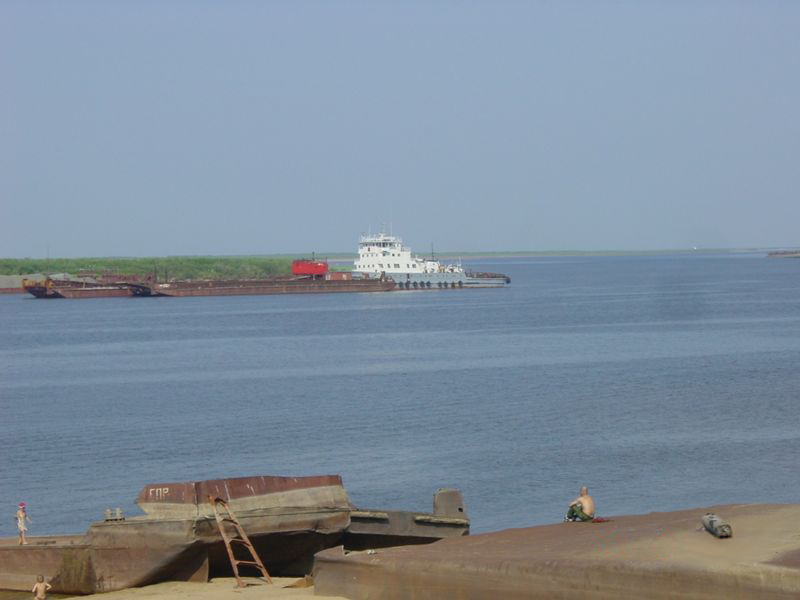
El Pechora cerca de Narián-Mar